# Gojirasaurus
Gojirasaurus là một chi khủng long, được Carpenter mô tả khoa học năm 1997.

## Từ nguyên
Tên này lấy từ một con quái vật khổng lồ của nhật có tên là Godzilla